# Chilliwack—Hope
Circonscription électorale fédérale du Canada
Chilliwack—Hope est une circonscription électorale fédérale de la Colombie-Britannique  (Canada) située dans la vallée du Fraser au sud-ouest de la province. Elle comprend une partie du district régional de Fraser Valley. Elle est créée lors du redécoupage électoral de 2012 et représentée pour la première fois lors des élections générales de 2015. Sa limite sud correspond à la frontière avec l'État de Washington, aux États-Unis.
Depuis le redécoupage de 2022, les circonscriptions limitrophes sont
- au nord et au nord-est : Kamloops—Thompson—Nicola
- à l'est : Similkameen—Okanagan-Sud—Kootenay-Ouest
- à l'ouest : Mission—Matsqui—Abbotsford[5].

Lors du redécoupage électoral de 2022, la circonscription gagne au nord une portion importante de territoire sur Mission—Matsqui—Fraser Canyon qui est alors renommée Mission—Matsqui—Abbotsford.

## Députés
| Législature                                       | Années        | Député | Député      | Parti        |
| ------------------------------------------------- | ------------- | ------ | ----------- | ------------ |
| Chilliwack—Hope issue de Chilliwack—Fraser Canyon |               |        |             |              |
| 42e                                               | 2015–2019     |        | Mark Strahl | Conservateur |
| 43e                                               | 2019–2021     |        | Mark Strahl | Conservateur |
| 44e                                               | 2021–2025     |        | Mark Strahl | Conservateur |
| 45e                                               | 2025–en cours |        | Mark Strahl | Conservateur |

## Résultats électoraux
Modèle:Élection générale canadienne de 2025 — Chilliwack—Hope
|       | Candidat               | Parti              | # de voix | % des voix |
|       | (X) Mark Strahl        | Conservateur       | +21 445,  | 42,33 %    |
|       | Louis De Jaeger        | Libéral            | +17 114,  | 33,78 %    |
|       | Seonaigh MacPherson    | NPD                | +09 218,  | 18,2 %     |
|       | Thomas Cheney          | Vert               | +02 386,  | 4,71 %     |
|       | Dorothy-Jean O'Donnell | Marxiste-léniniste | +00082,   | 0,16 %     |
|       | Alexander Johnson      | Parti libertarien  | +00416,   | 0,82 %     |
| Total | Total                  | Total              | 50 661    | 100 %      |